# جورج ن. ستيرنز
جورج ن. ستيرنز (بالإنجليزية: George N. Stearns)‏ هو شخصية أعمال أمريكي، ولد في 29 سبتمبر 1812 في لينسبوروغ في الولايات المتحدة، وتوفي في 19 يوليو 1882 في سيراكيوز في الولايات المتحدة.